# Les Bories
Les Bories ist ein Weiler in der Parroquia Villoria der Gemeinde Laviana in der autonomen Region Asturien in Spanien.

## Geographie
Les Bories ist ein Weiler mit 31 Einwohnern (2011), er liegt auf 733 m ü. NN.
Les Bories ist 5,6 km von Pola de Laviana, dem Hauptort der Gemeinde Laviana, entfernt.

## Wirtschaft
Seit alters her wird Kohle und Eisen in der Region abgebaut, heute baut noch die Tourismusindustrie daran auf. Die Land- und Forstwirtschaft prägt seit jeher die Region.

## Klima
Angenehm milde Sommer mit ebenfalls milden, selten strengen Wintern. In den Hochlagen können die Winter durchaus streng werden.

## Bevölkerungsentwicklung
|                                                    |
| Quelle: INE - grafische Aufarbeitung für Wikipedia |